# Ancient Aliens: Chariots, Gods & Beyond

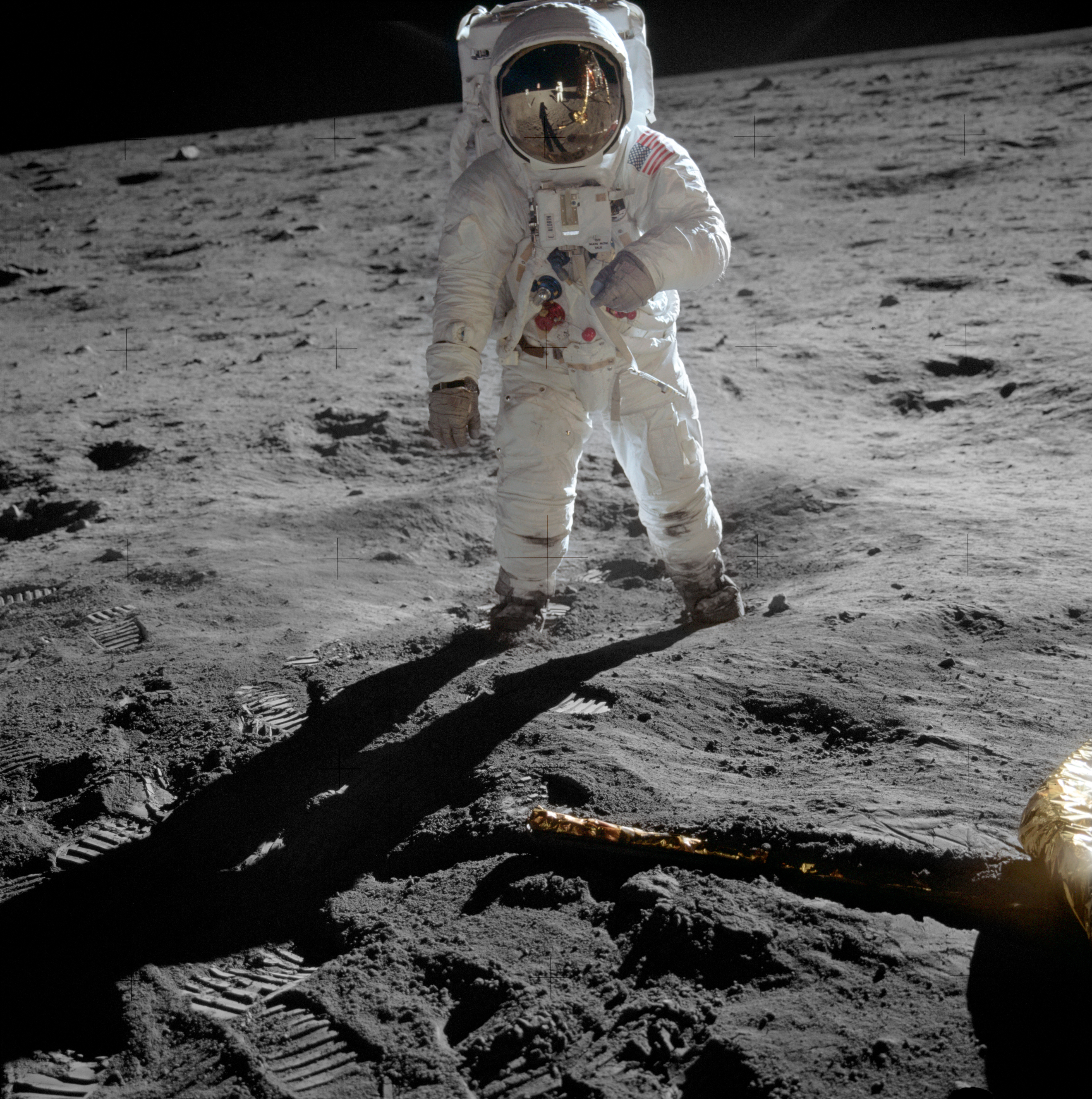
Dacă omul poate călători în univers și poate ajunge pe alte obiecte cosmice, de ce n-ar putea și extratereștrii să viziteze Pământul?

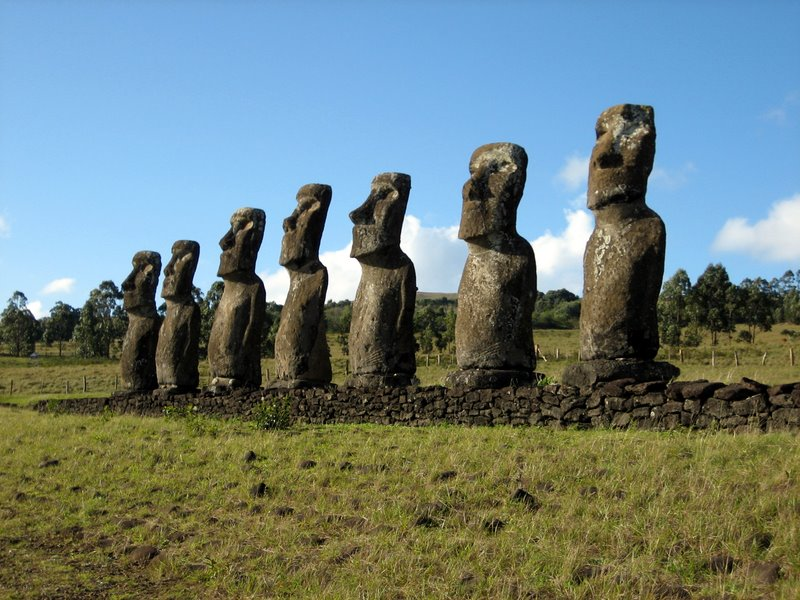
Statui Moai din Insula Paştelui

Ancient Aliens: Chariots, Gods & Beyond este episodul pilot al serialului american Ancient Aliens care a avut premiera pe canalul History pe 8 martie 2009. Episodul are 120 minute și a fost regizat de Kevin Burns după un scenariu de Kevin Burns și Rob Hampton. În episod apar Luis Navia, Barry Downing, Erich von Däniken, Michael Cremo, David Childress, Sara Seager PhD, George Noory, Giorgio A. Tsoukalos, Robert R. Cargill, Ilia Delio, Javier Grillo-Marxuach, Jason Martell, Michael Dennin PhD, Arthur Demarest PhD și Todd Disotell.

## Rezumat
Ancient Aliens: Chariots, Gods & Beyond prezintă ideile autorului elvețian Erich von Däniken care presupune că ființe avansate din spațiu au vizitat oamenii primitivi, dându-le cunoștințe despre sistemul solar și univers, de matematică și inginerie. Von Däniken mai spune că acești extratereștrii au fost considerați zei de toate religiile și civilizațiile terestre, iar dovada acestor lucruri se găsește în monumentele antice sau în textele antice (religioase). Printre monumentele antice amintite ca dovezi sunt Liniile Nazca, Marea Piramidă din Giza sau statuile Moai din Insula Paștelui.
Episodul începe cu aselenizările realizate de programul Apollo și apare întrebarea: Dacă omul poate călători în univers și poate ajunge pe alte obiecte cosmice, de ce n-ar putea și extratereștrii să viziteze Pământul?

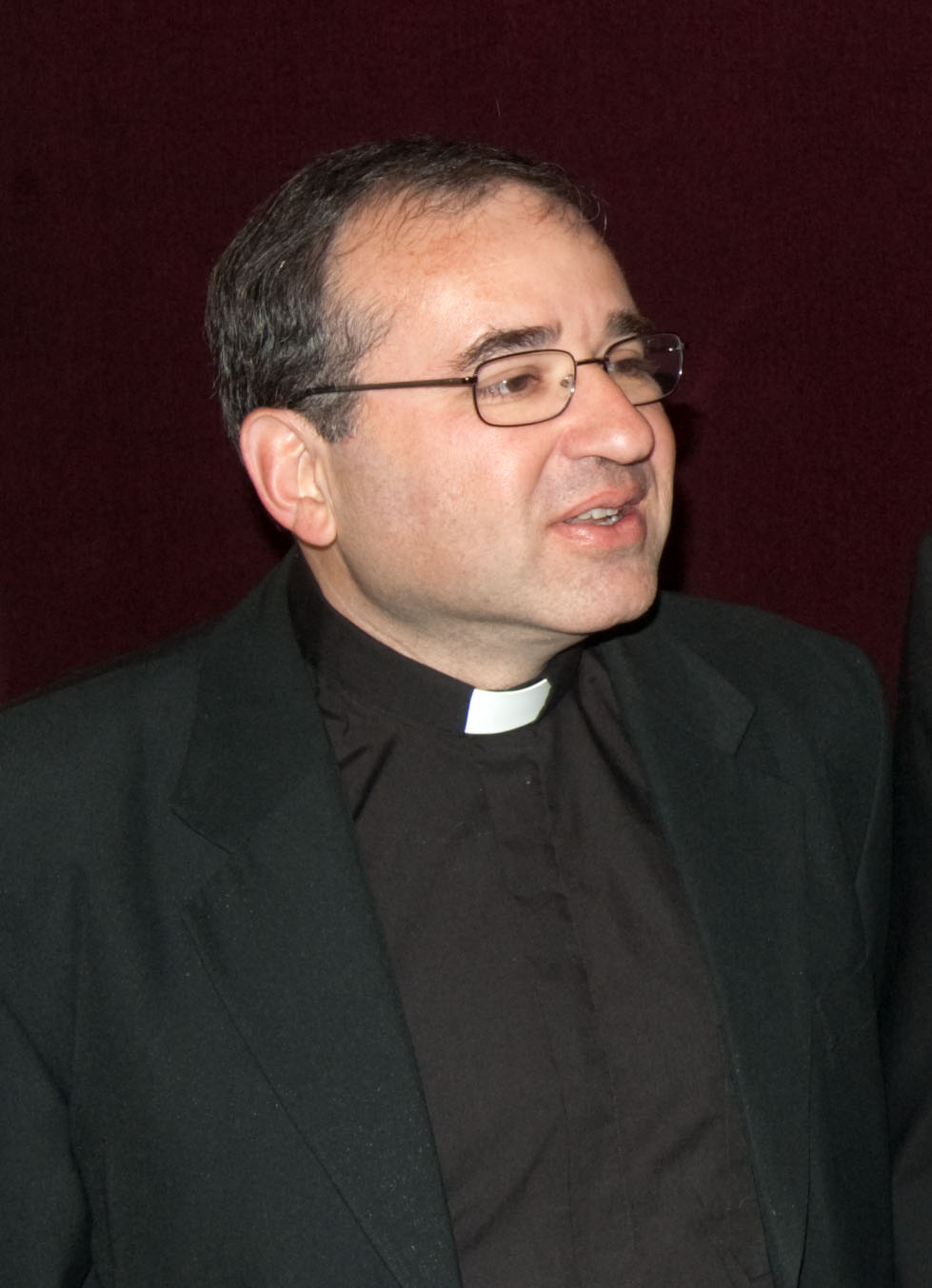
José Gabriel Funes, director al Observatorului Astronomic al Vaticanului, a declarat că extratereștrii sunt frații oamenilor

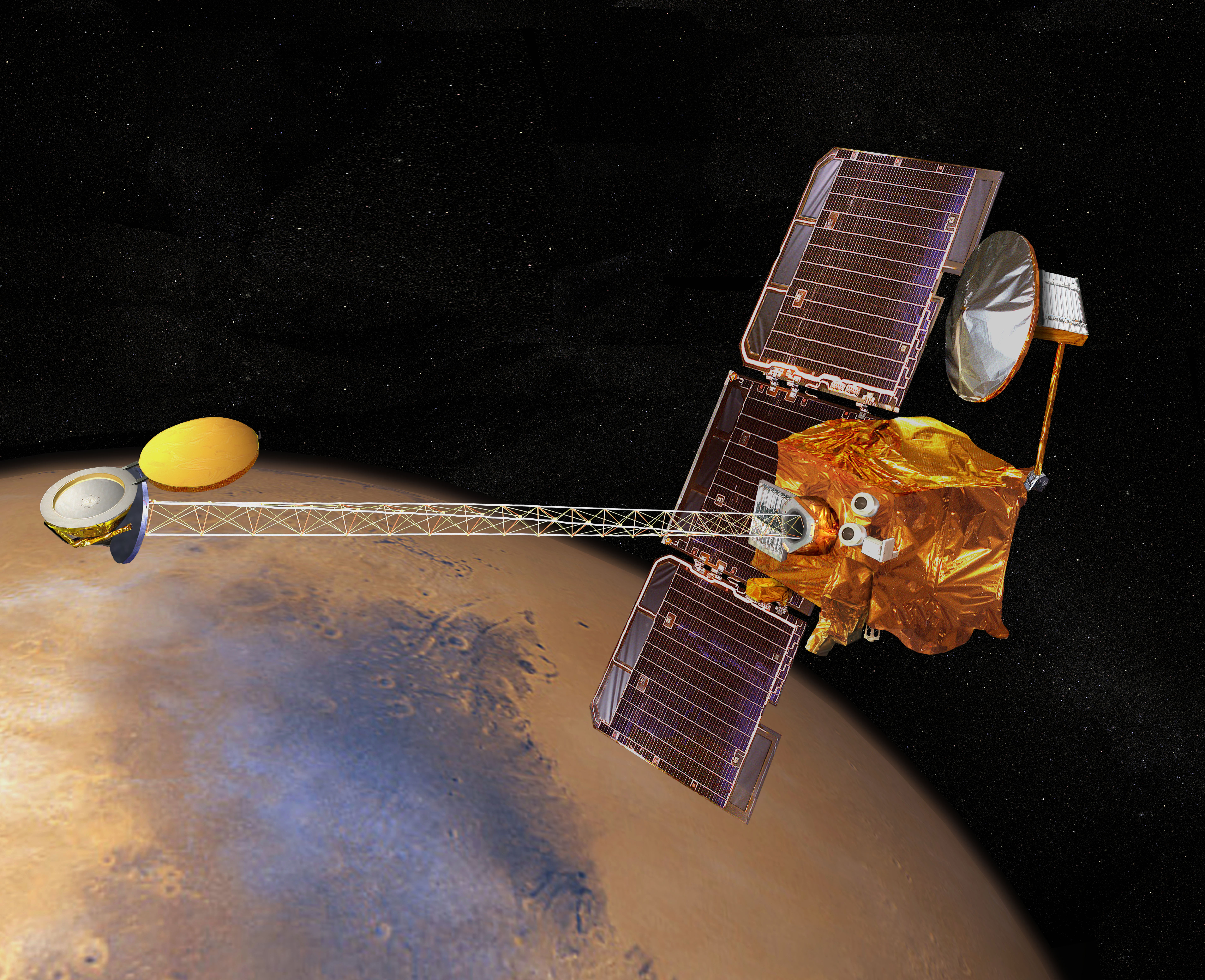
Sonda spațială 2001 Mars Odyssey a descoperit mari cantități de gheață sub solul planetei Marte în 2002

În continuare se arată că în mai 2008, Vaticanul, prin vocea lui José Gabriel Funes, a dat o proclamație inedită: Biserica Catolică a admis posibilitatea existenței vieții inteligente pe alte planete, iar acceptarea acestui fapt nu ar afecta credința în Dumnezeu.
În 2002, sonda spațială 2001 Mars Odyssey a descoperit mari cantități de gheață sub solul planetei Marte. Această descoperie și posibilitatea existenței apei sugerează că viața poate exista sau chiar poate fi implementată pe alte planete. După zeci de ani de zboruri în cosmos, ideea de a trimite oameni pe Marte (sau chiar mai departe) a aprins imaginația și a făcut pe unii ufologi să creadă că oamenii și ființe din spațiu s-au mai întâlnit. 

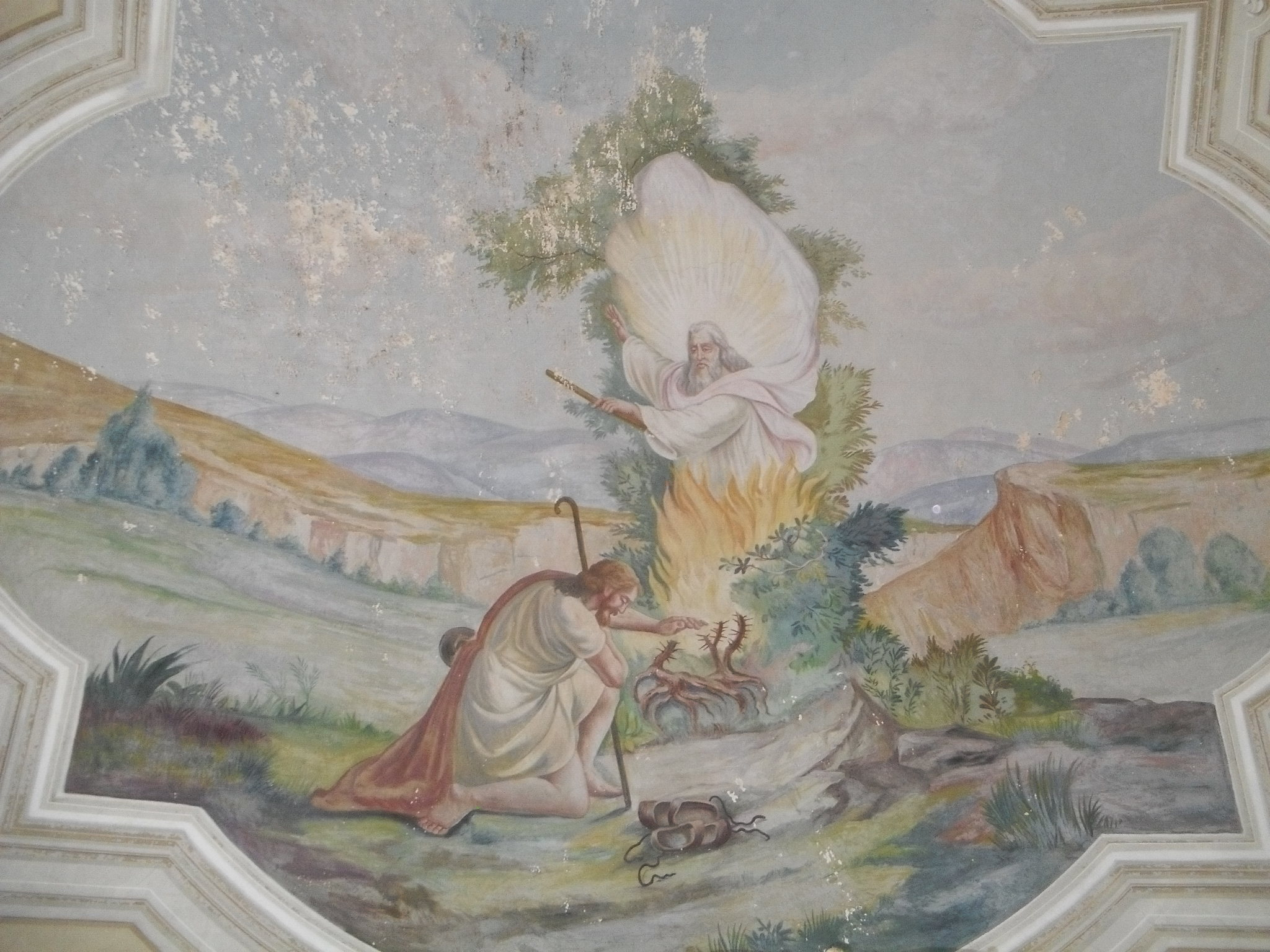
Dumnezeu îi cere lui Moise să construiască o împrejmuire

În 1968, cu un an înaintea zborului lui Neil Armstrong, a apărut cartea lui Erich Von Daniken, Amintiri despre viitor (Erinnerungen an die Zukunft - Ungelöste Rätsel der Vergangenheit), care încerca să aducă dovezi că extratereștrii au vizitat planta noastră cu mii de ani în urmă. Erich Von Daniken spune că în timp ce realiza traduceri ale Genezei din greacă în latină și din latină în germană i s-a părut ciudat că înainte ca Dumnezeu să coboare pe Muntele Sfânt, i-a cerut lui Moise să construiască o împrejmuire, altfel israeliții ar fi avut de suferit.
| “ | Nu mă aștept ca oamenii de știință să mă îmbrățișeze și să mă laude. Trebuie să accept criticile, e ceva normal. În "Amintiri despre viitor" erau multe speculații. Existau 238 de semne de întrebare. Nimeni nu a luat în seamă semnele de întrebare. Toți spuneau: "Von Daniken a zis..." Eu n-am zis, puneam doar niște întrebări. Luam în considerare anumite posibilități. „Amintiri despre viitor” face distincție între speculații și dovezi. -Erich Von Daniken | ” |

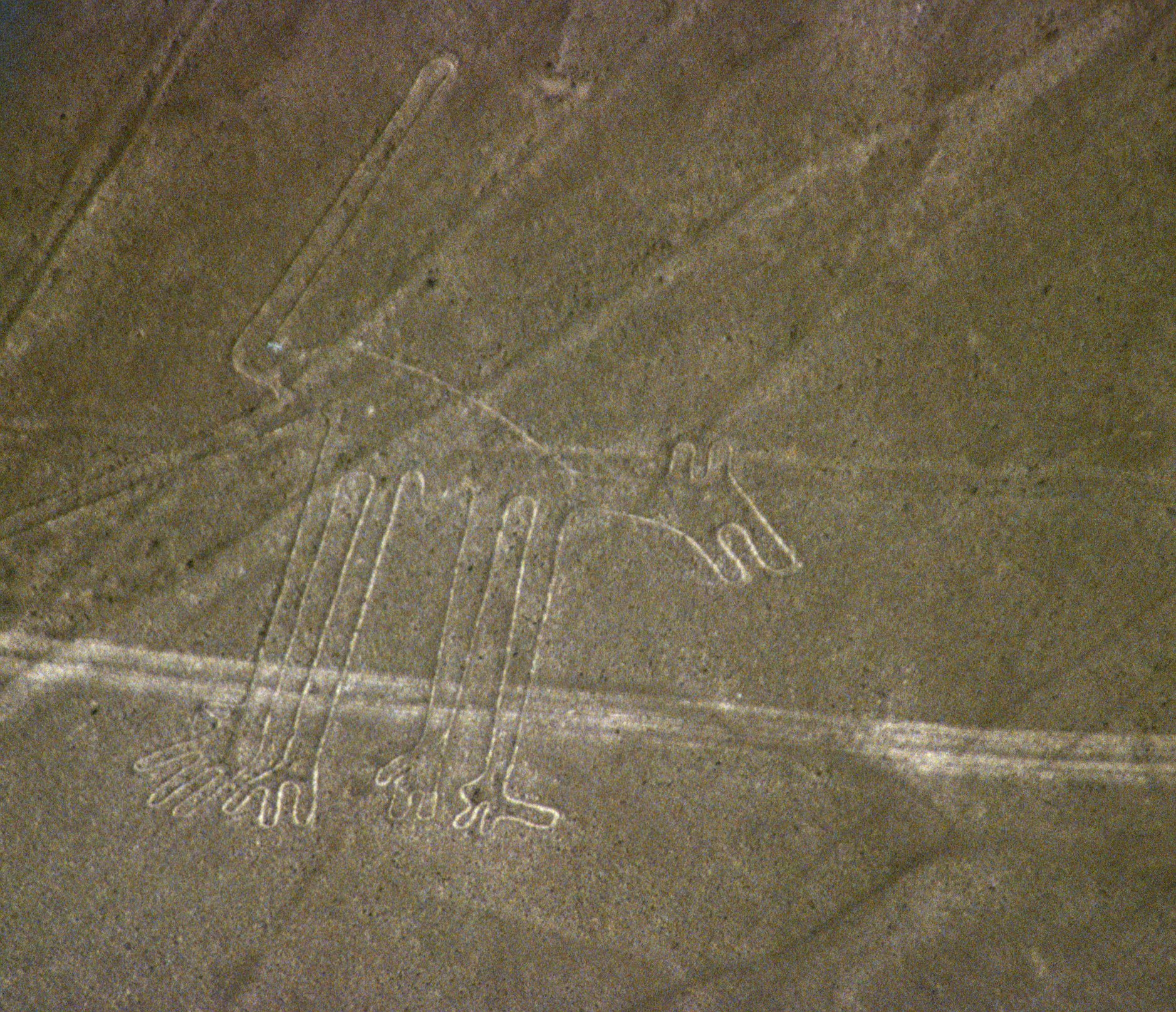
Linii şi un desen în deşertul Nazca

Filmul afirmă că o posibilă dovadă fizică din perioada când extratereștrii au stat pe Pământ se află în deșertul Nazca din Peru, unde, pe un platou arid de aproximativ 80 kilometri, se găsesc numeroase desene și figuri geometrice uriașe care se pot zări doar de la mare înălțime. Cea mai lungă dintre linii are cca. 23 de kilometri, este complet dreaptă, fără nicio curbă și seamănă, ca multe alte linii, cu o pistă. Între liniile de diferite lungimi
există desene uriașe cu pești, maimuțe, păienjeni, primate.

Statuie antică prezentată în film ca fiind un extraterestru într-un costum de cosmonaut (min.31)

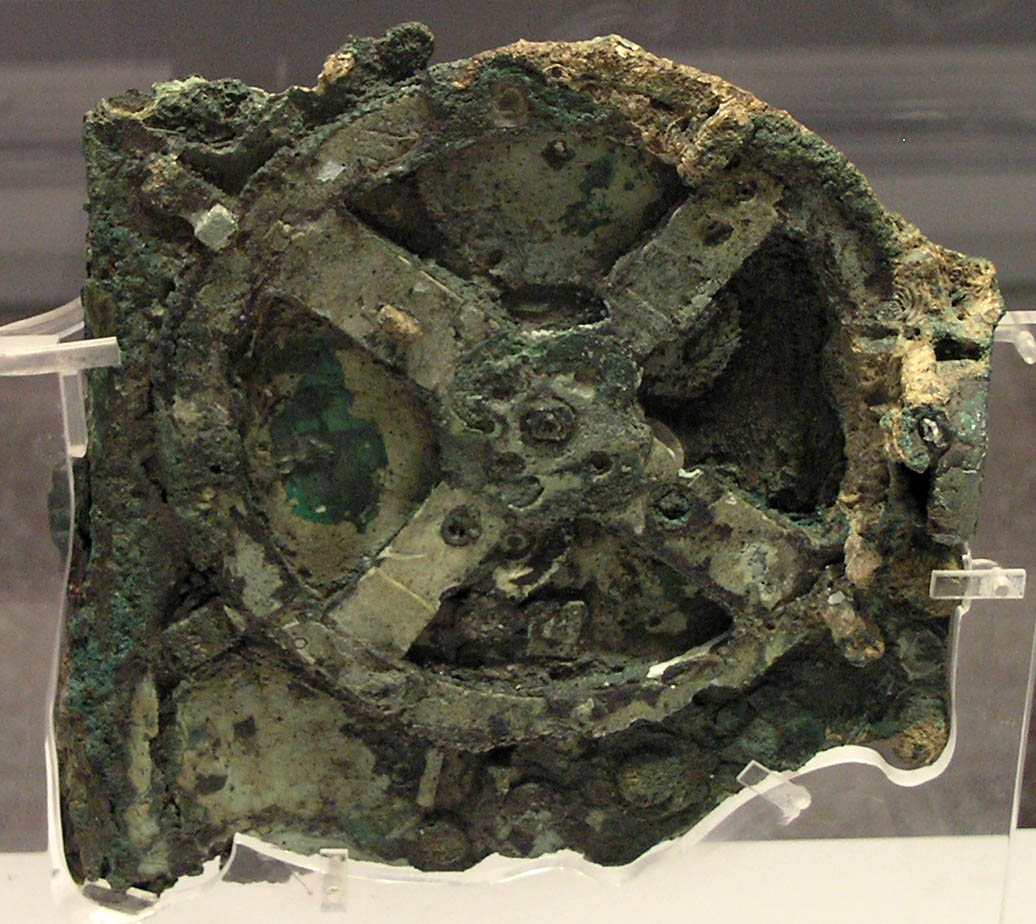
Mecanismul de la Antikythera.

Despre Mecanismul de la Antikythera,, în minutul 64, David Childress afirmă că a fost găsit în anul 1900 de către niște culegătorii de bureți care făceau scufundări lângă insula Antikythera din Marea Egee. Mecanismul a fost găsit în epava unei nave, într-o cutie încastrată în corali. Mecanismul a fost fabricat din aliaje metalice în jurul anului 200 î.Hr. și a fost dus la un muzeu din Atena. Aici, peste 50 de ani, a fost scanat cu raze X și s-au descoperit în interior roți dințate, interconectate. David Childress și Jason Martell afirmă că acest mecanism poate fi un computer foarte sofisticat. Jason Martell, pe bazat reconstituirii acestui mecanism, spune că are două utilizări: este un instrument astronomic util în navigația maritimă, pe baza căruia se determină poziția pe hartă în funcție de stele, dar este și un dispozitiv astrologic, cu care, în funcție de data nașterii, se determină zodia și se pot face predicții pe baza alinierii planetelor.

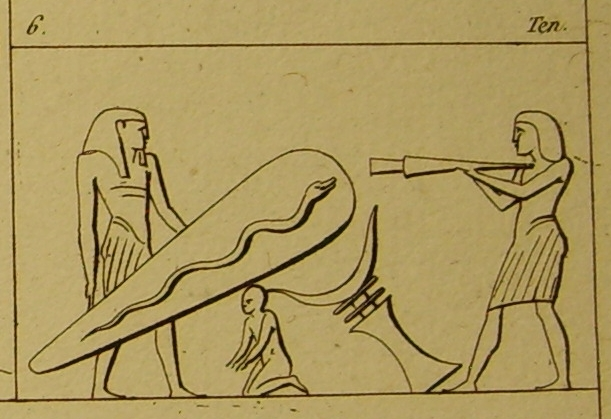
Electricitatea si becul electric? Fotografia arată partea stângă în relief a criptei din templul Hathor de la Dendera. (Egipt)

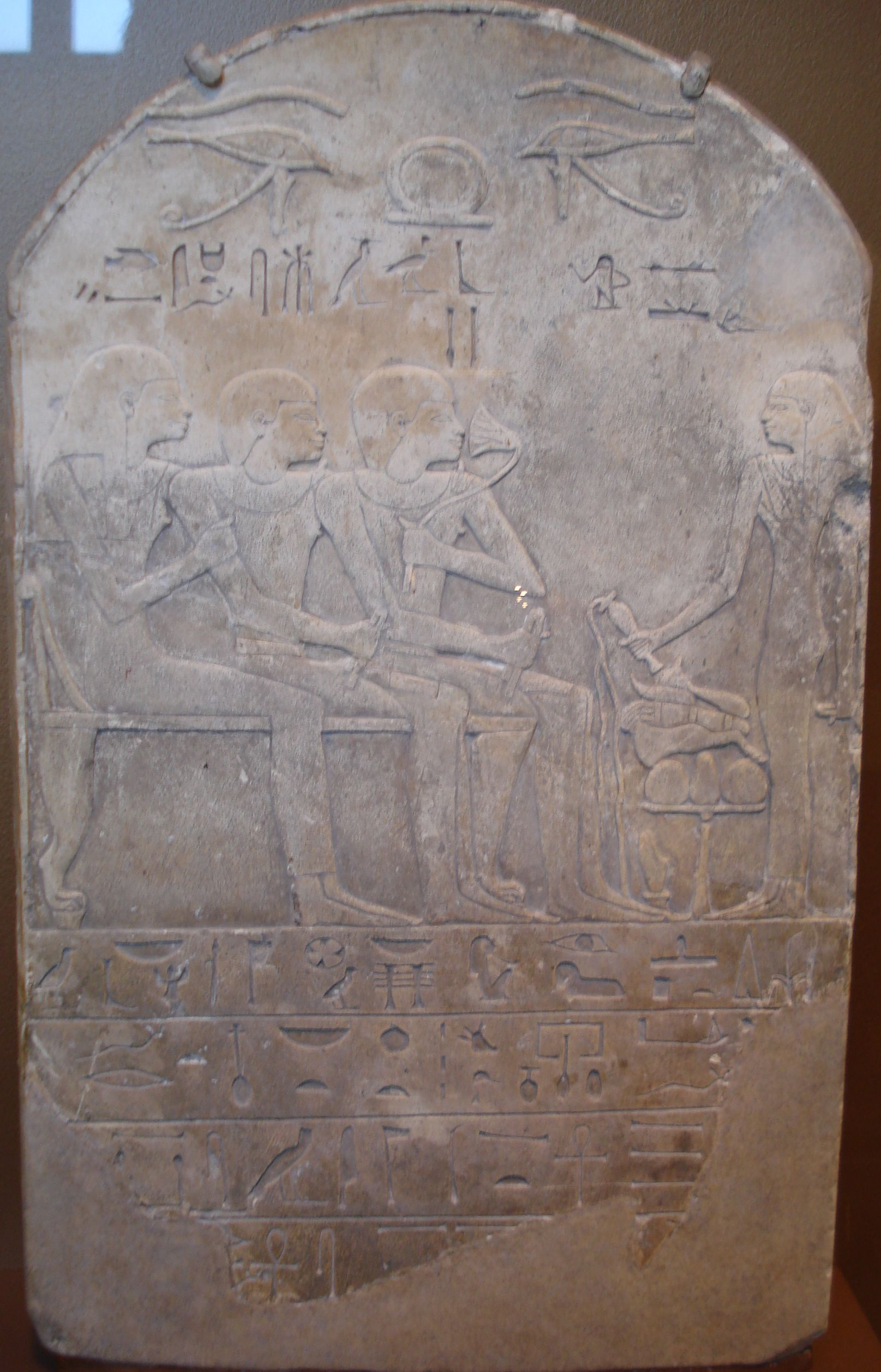
Egiptologii spun că ideea că la Dendera sunt desenate becuri electrice este falsă și că de fapt pe basoreliefuri ar fi desenate flori de lotus, așa cum este desenat și pe această stea mortuară a lui Ba

O teorie susține că iluminarea piramidelor și a altor monumente egiptene se făcea cu lumină solară reflectată din exterior, folosindu-se oglinzi de cupru. Georgio A. Tsoukalos comentează folosirea oglinzilor de cupru la iluminarea piramidelor, idee care apare și în filmul din 1999 Mumia: după trei-patru cotituri, intensitatea luminii soarelui slăbește și coridoarele rămân întunecate, oglinzile nemaiavând puterea să propage lumina (minutul 66). Peter Krassa și Rainer Habeck au emis ipoteza că piramidele erau luminate la interior cu curent electric.
Georgio A. Tsoukalos mai afirmă că nu există suficient oxigen în interiorul acelor construcții egiptene pentru a susține arderea unor torțe, iar urmele de fum nu se observă nicăieri.
| “ | Odată eram în camera faraonului din Marea Piramidă de la Gizeh, când cineva a încercat să aprindă o lumină, însă imediat ne-am trezit într-un întuneric total. Eu am scos bricheta din rucsac și am încercat s-o aprind, dar n-a funcționat. -Georgio A. Tsoukalos (min. 67). | ” |

Egiptologii spun că această idee este falsă și că de fapt pe basoreliefuri ar fi desenate flori de lotus.

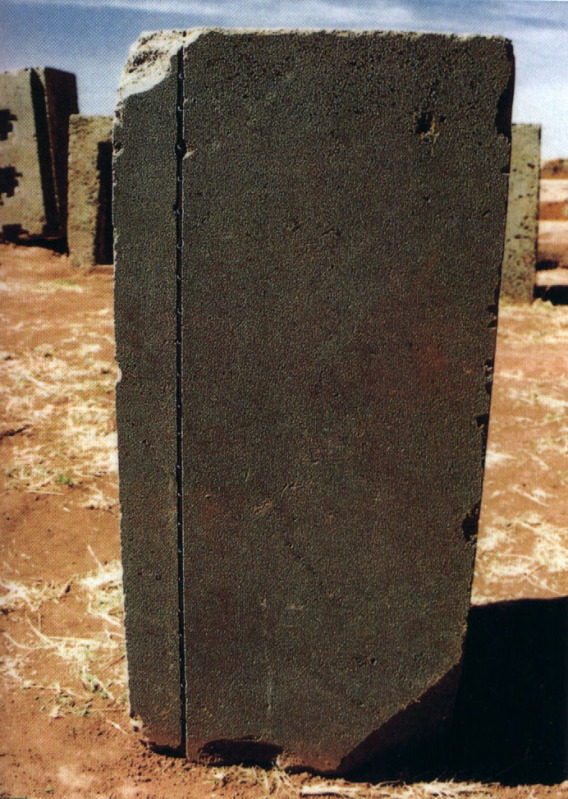
Detaliu în piatră cu un decupaj precis în linie dreaptă, cu găuri în cadrul liniei

În acest episod se pune în discuție și cine și cum au realizat construcțiile de la Pumapunku (Bolivia) și de la Tiahuanaco. Se amintește de dimensiunea uriașă a pietrelor folosite și de duritatea materialului care nici nu se găsește în zonă.
Georgio A. Tsoukalos: Sunt atât de bine făcute, încât reprezintă practic dovada că au fost folosite anumite utilaje mecanice pentru a tăia aceste blocuri de piatră. Una dintre platforme are 800 de tone. Platformele sunt atât de bine finisate. Există pietre antice ce au în interior șanțuri de doar câțiva milimetri, care în mod sigur nu se puteau realiza cu dălțile din epoca pietrei. Aici s-a folosit altă tehnologie. Șanțurile tăiate în aceste pietre sunt perfect drepte, și au aceeași adâncime precisă de la un capăt la altul.
Arheologii spun că indienii Aymara sunt cei care au construit la Pumapunku, dar ei nu cunoșteau scrierea atât de necesară în planificarea unor asemenea structuri complexe.